# Вижуа
Вижуа́ (фр. Vigeois, окс. Visoas) — коммуна во Франции, находится в регионе Лимузен. Департамент — Коррез. Административный центр кантона Вижуа. Округ коммуны — Брив-ла-Гайярд.
Код INSEE коммуны — 19285.
Коммуна расположена приблизительно в 400 км к югу от Парижа, в 60 км южнее Лиможа, в 24 км к северо-западу от Тюля.

## Население
Население коммуны на 2008 год составляло 1154 человека.
| 1962 | 1968 | 1975 | 1982 | 1990 | 1999 | 2008 |
| ---- | ---- | ---- | ---- | ---- | ---- | ---- |
| 1312 | 1497 | 1346 | 1340 | 1210 | 1192 | 1154 |

## Администрация
| Период | Период | Фамилия         | Партия                                   | Примечания                                         |
| ------ | ------ | --------------- | ---------------------------------------- | -------------------------------------------------- |
| 1959   | 1989   | Франсис Ружри   | Французская коммунистическая партия      | член генерального совета кантона Вижуа (1964—1988) |
| 1989   | 2001   | Жан Шастр       | Социалистическая партия                  | учитель                                            |
| 2001   | 2008   | Альбер Шассен   | сочувствующий Союзу за народное движение | фермер                                             |
| 2008   |        | Анн-Мари Тиксье | Разные левые                             | фармацевт                                          |

## Экономика
В 2007 году среди 576 человек в трудоспособном возрасте (15-64 лет) 444 были экономически активными, 132 — неактивными (показатель активности — 77,1 %, в 1999 году было 65,2 %). Из 444 активных работали 407 человек (232 мужчины и 175 женщин), безработных было 37 (11 мужчин и 26 женщин). Среди 132 неактивных 22 человека были учениками или студентами, 73 — пенсионерами, 37 были неактивными по другим причинам.

## Достопримечательности
- Старый мост через реку Везер (XV век). Памятник истории с 1969 года[3]
- Церковь Сен-Пьер[фр.] (XII век). Памятник истории с 1886 года[4]

## Фотогалерея

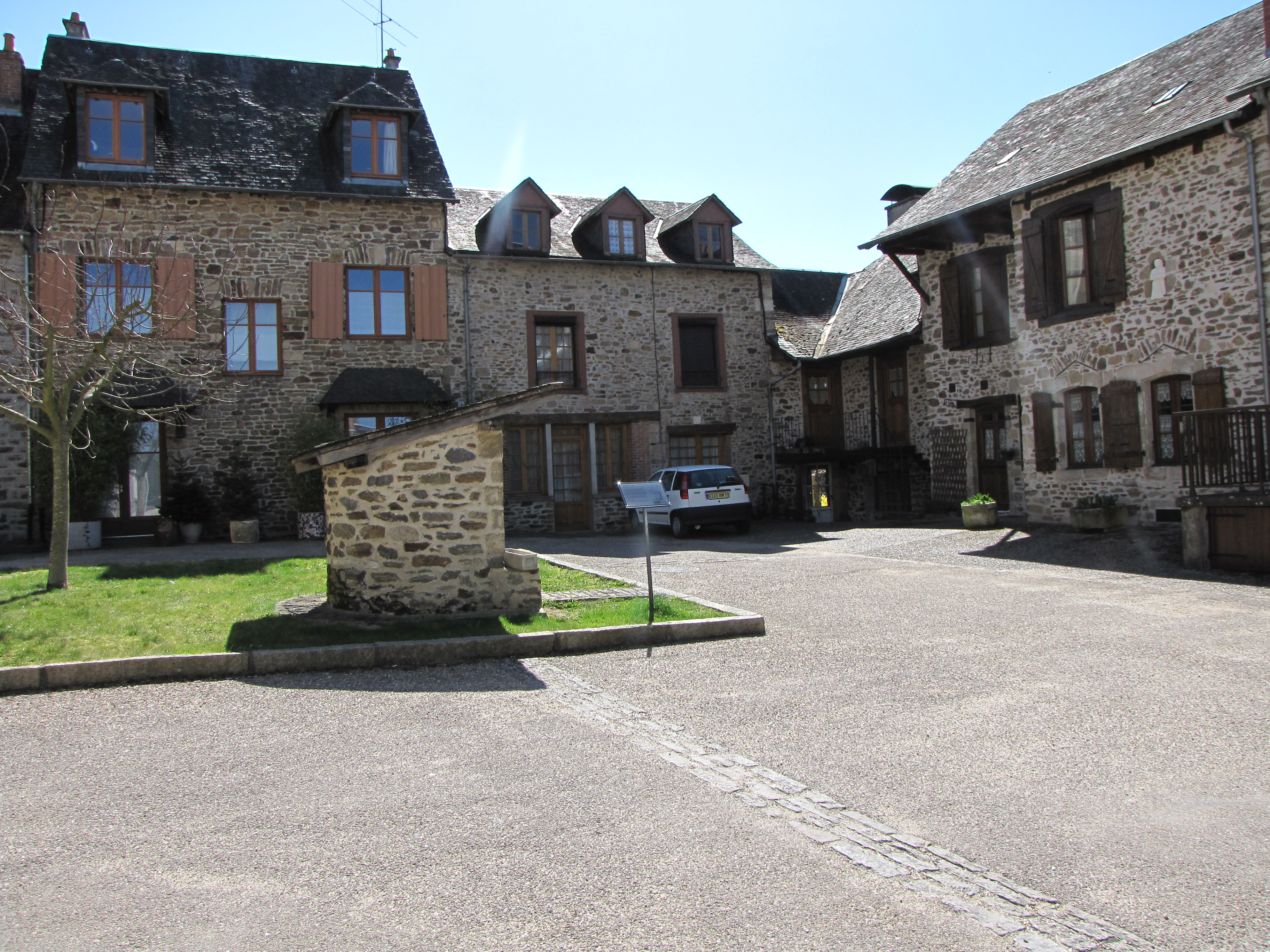
Колодец
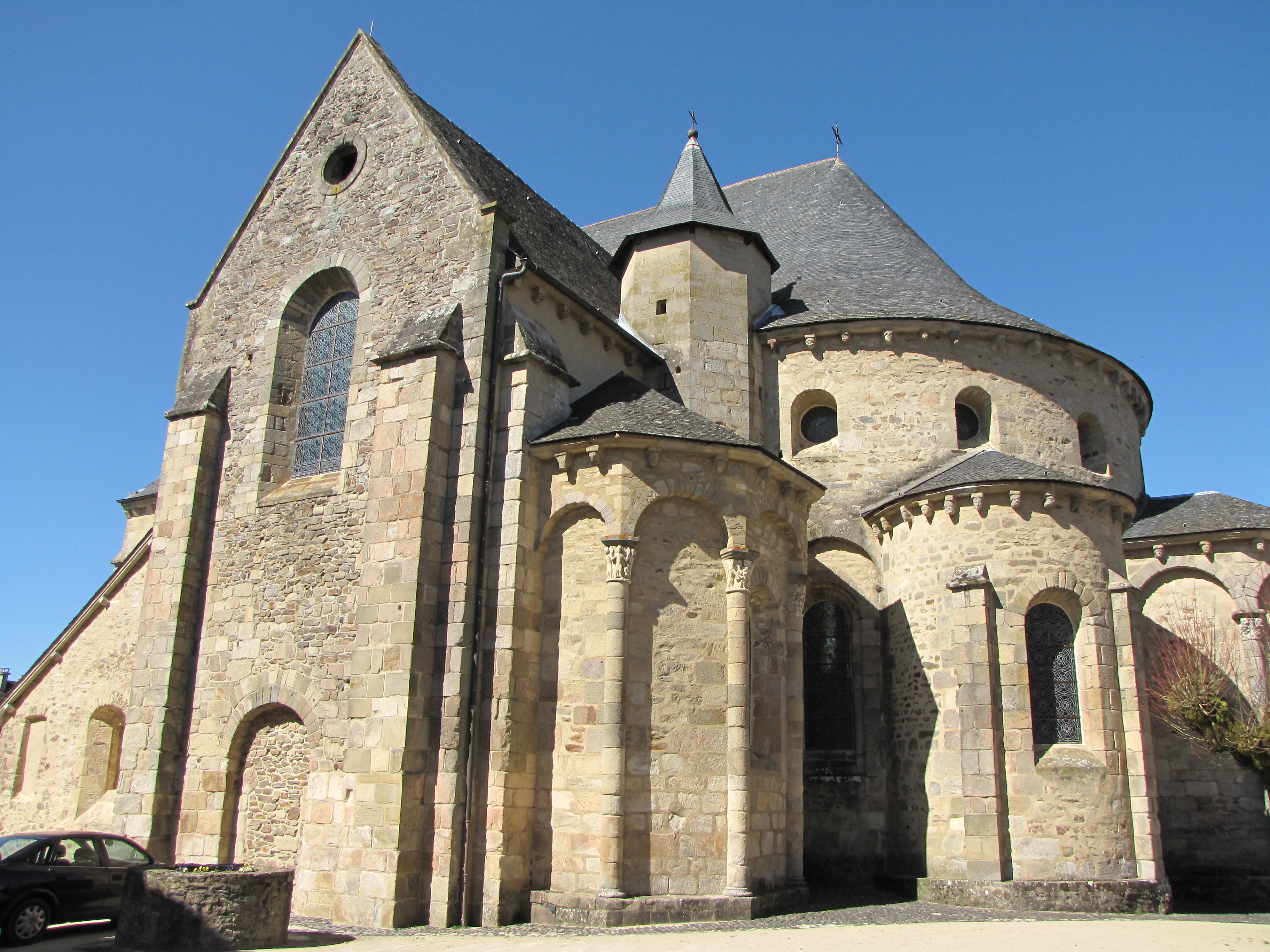
Церковь Сен-Пьер
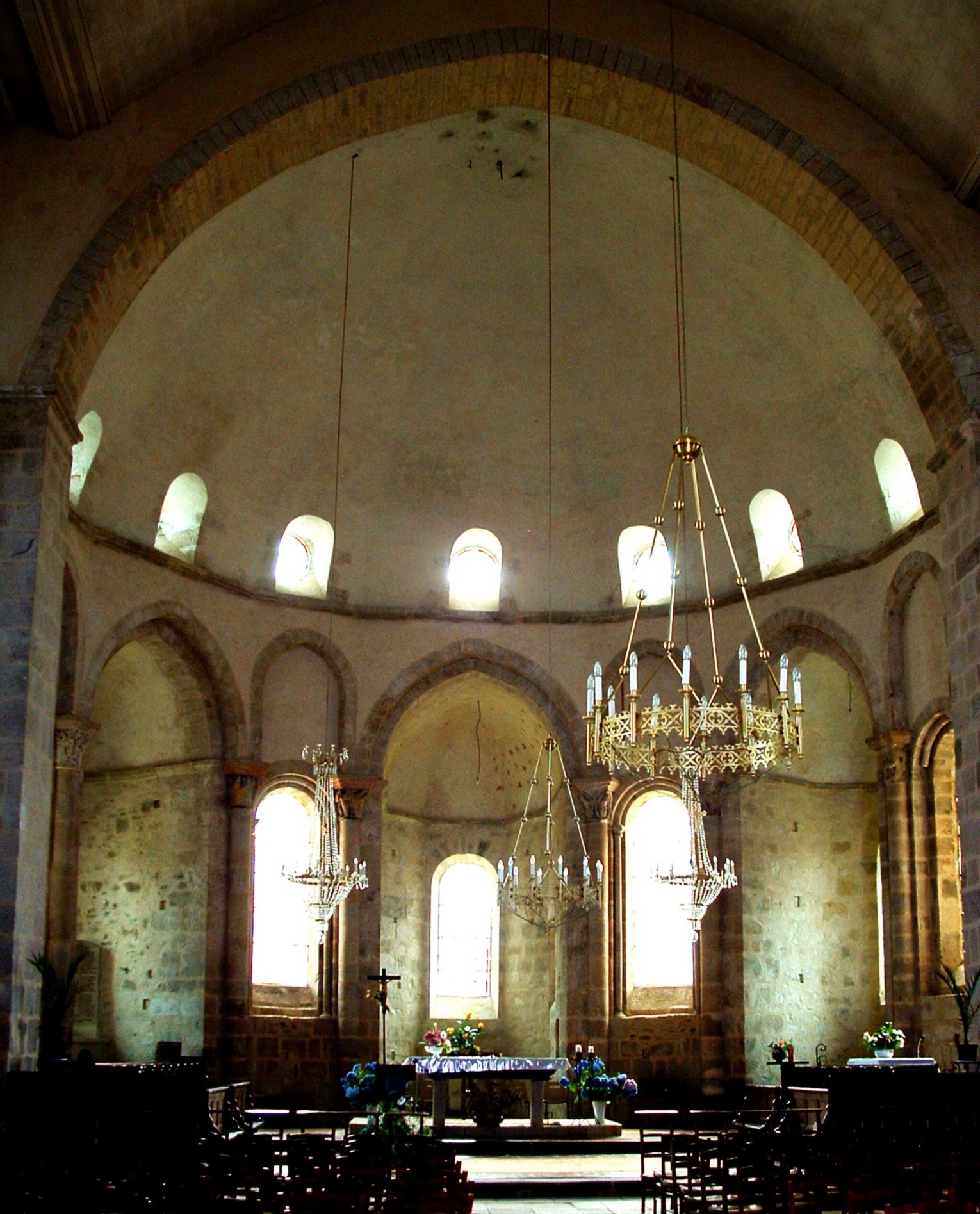
Апсида церкви Сен-Пьер
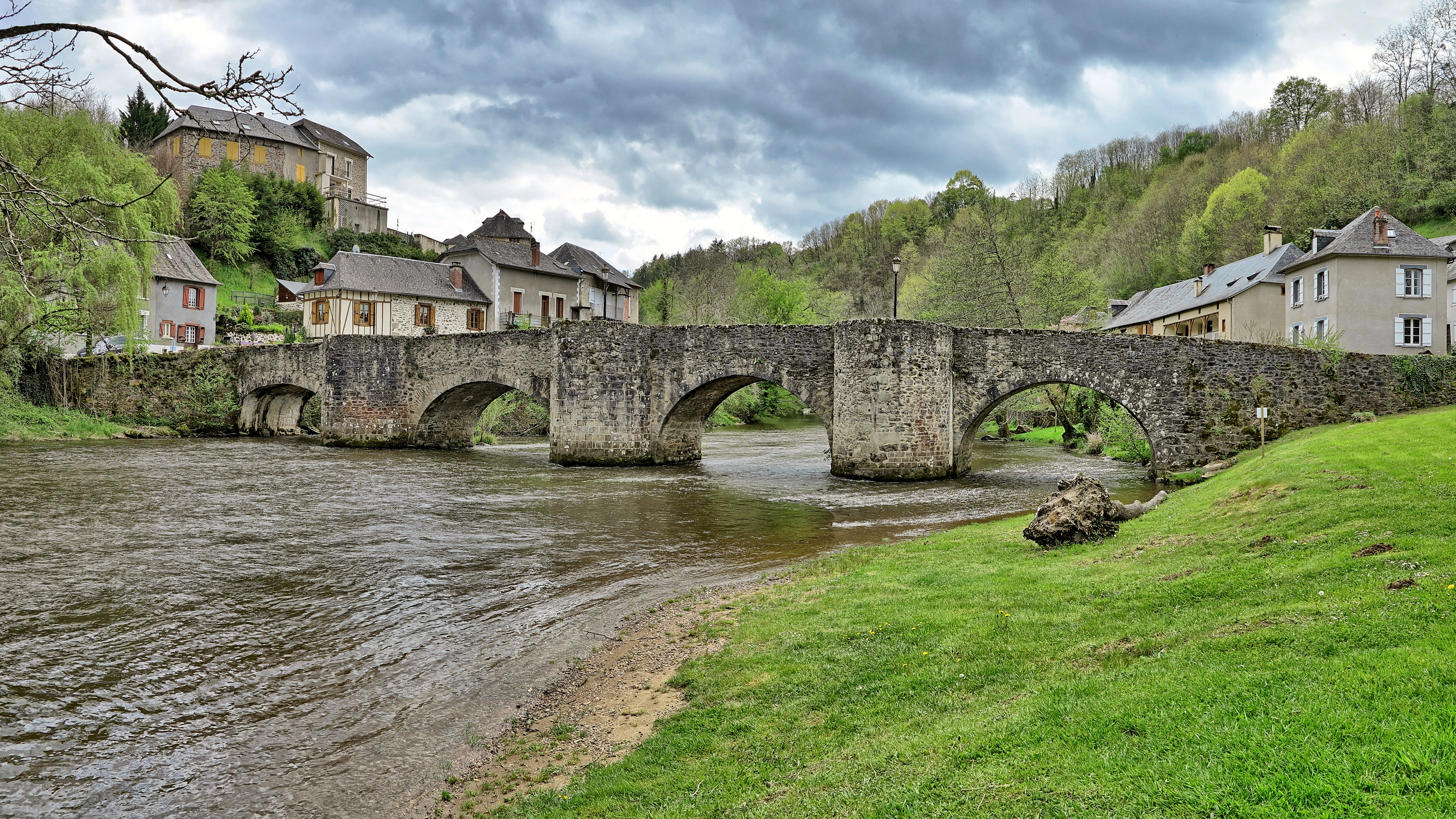
Мост через Визер
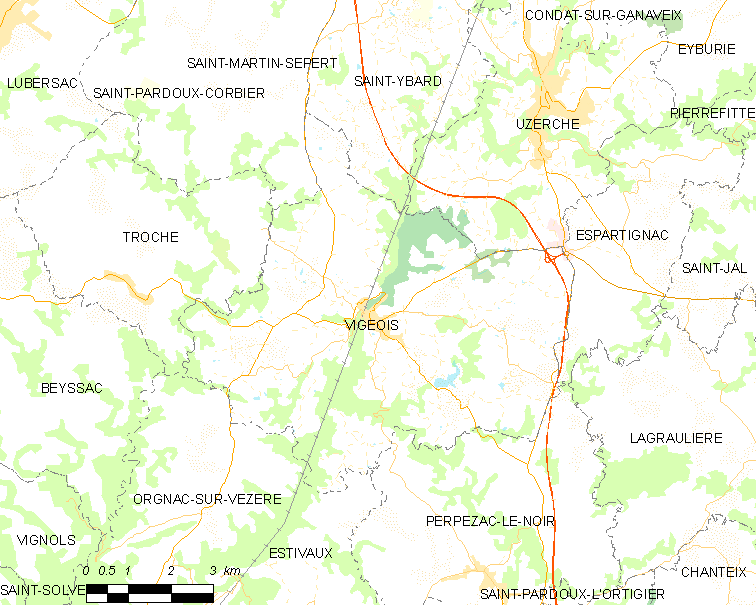
Карта коммуны